# AEGON Open Nottingham 2015
Die AEGON Open Nottingham 2015 waren ein WTA-Tennisturnier der WTA Tour 2015 für Damen und ein ATP-Tennisturnier der ATP World Tour 2015 für Herren in Nottingham und fanden zeitversetzt vom 8. bis 15. Juni 2015 bei den Damen und vom 20. bis 27. Juni bei den Herren statt.

## Herrenturnier
→ Qualifikation: AEGON Open Nottingham 2015/Herren/Qualifikation

## Damenturnier
→ Qualifikation: AEGON Open Nottingham 2015/Damen/Qualifikation